# Radnički Nisz
Fudbalski Klub Radnički Niš (serb.: Фудбалски Клуб Раднички Ниш) – serbski klub piłkarski z siedzibą w Niszu (w okręgu niszawskim), z dzielnicy Čair. Został utworzony w 1923 roku. Obecnie występuje w Super lidze Srbije. Nazwa Radnički po polsku oznacza "Robotniczy".

## Historia
Klub powstał 23 kwietnia 1923 roku. W 1925 r. dołączył do profesjonalnej ligi. W latach 1941–45 działalność klubu była zawieszona. Po wojnie, zespół odbudowywano. Radnički piął się coraz, aż w 1962 r. zagrał w I lidze Jugosławii. Po sezonie 1979/80, dzięki zajęciu 3 pozycji w lidze, klub wystartował w Pucharze UEFA. W następnym sezonie znów był w czołówce ligi i znów wystartował w Pucharze UEFA tym razem docierając do półfinału. Do tej pory zespół rozegrał 22 mecze w europejskich pucharach, mierząc się z wieloma renomowanymi klubami.
Zawodnikiem Radnickiego był Dragan Stojković.

## Stadion
Klub rozgrywa swoje mecze domowe na stadionie Stadion Čair w Niszu, który może pomieścić 18 155 widzów.

## Sezony
| Sezon                          | Liga                                                 | Poziom | Miejsce |
| Federalna Republika Jugosławii |                                                      |        |         |
| 1999/00                        | Prva liga SR Јugoslavije                             | I      | 11      |
| 2000/01                        | Prva liga SR Јugoslavije                             | I      | 17      |
| 2001/02                        | Druga liga SR Јugoslavije – Grupa Istok (Wschód)     | II     | 1       |
| 2002/03                        | Prva liga SR Јugoslavije                             | I      | 18      |
| Serbia i Czarnogóra            |                                                      |        |         |
| 2003/04                        | Druga liga Srbije i Crne Gore – Grupa Istok (Wschód) | II     | 3       |
| 2004/05                        | Prva liga Srbije                                     | II     | 15      |
| 2005/06                        | Prva liga Srbije                                     | II     | 9       |
| Serbia                         |                                                      |        |         |
| 2006/07                        | Prva liga Srbije                                     | II     | 10      |
| 2007/08                        | Prva liga Srbije                                     | II     | 14      |
| 2008/09                        | Srpska liga (Grupa Istok)                            | III    | 1       |
| 2009/10                        | Prva liga Srbije                                     | II     | 15      |
| 2010/11                        | Srpska liga (Grupa Istok)                            | III    | 1       |
| 2011/12                        | Prva liga Srbije                                     | II     | 1       |
| 2012/13                        | Super liga Srbije                                    | I      | 12      |
| 2013/14                        | Super liga Srbije                                    | I      | 6       |
| 2014/15                        | Super liga Srbije                                    | I      | 9       |
| 2015/16                        | Super liga Srbije                                    | I      | 6       |
| 2016/17                        | Super liga Srbije                                    | I      | 6       |
| 2017/18                        | Super liga Srbije                                    | I      | 3       |
| 2018/19                        | Super liga Srbije                                    | I      | 2       |
| 2019/20                        | Super liga Srbije                                    | I      | 5 *     |
| 2020/21                        | Super liga Srbije                                    | I      | 13      |
| 2021/22                        | Super liga Srbije                                    | I      | 4       |
| 2022/23                        | Super liga Srbije                                    | I      | 13      |
| 2023/24                        | Super liga Srbije                                    | I      | 12      |

 * Z powodu sytuacji epidemicznej związanej z koronawirusem COVID-19 rozgrywki sezonu 2019/2020 zostały zakończone po rozegraniu 30 kolejek.

## Sukcesy
| \| \| Zdobyte trofea w rozgrywkach Jugosławii (stan na: 1992 – rozpad Jugosławii) \| |                                                                             |      |            |
| Rozgrywki                                                                            | Osiągnięcie                                                                 | Razy | Sezon(y)   |
| Mistrzostwo                                                                          | I miejsce                                                                   | 0    |            |
| Mistrzostwo                                                                          | II miejsce                                                                  | 0    |            |
| Mistrzostwo                                                                          | III miejsce                                                                 | 2    | 1980, 1981 |
| Puchar                                                                               | zdobywca                                                                    | 0    |            |
| Puchar                                                                               | finalista                                                                   | 0    |            |
|                                                                                      | Zdobyte trofea w rozgrywkach Jugosławii (stan na: 1992 – rozpad Jugosławii) |      |            |

| \| \| Zdobyte trofea w rozgrywkach Serbii (stan na: 21 marca 2025) \| |                                                              |      |           |
| Rozgrywki                                                             | Osiągnięcie                                                  | Razy | Sezon(y)  |
| Mistrzostwo                                                           | I miejsce                                                    | 0    |           |
| Mistrzostwo                                                           | II miejsce                                                   | 1    | 2018/2019 |
| Mistrzostwo                                                           | III miejsce                                                  | 1    | 2017/2018 |
| Puchar                                                                | zdobywca                                                     | 0    |           |
| Puchar                                                                | finalista                                                    | 0    |           |
| Puchar                                                                | 1/2 finału                                                   | 1    | 2018/2019 |
| Serbia                                                                | Zdobyte trofea w rozgrywkach Serbii (stan na: 21 marca 2025) |      |           |

## Kibice
Kibice z Niszu zwani są Merkalije. 
Stadion "Čair" często wypełniał się w całości, szczególnie w najlepszych dla klubu latach 80. Mimo świetnej atmosfery na trybunach, decyzję o powstaniu oficjalnej grupy podjęto we wrześniu 1989 roku. Do dziś Merkalije mają dobre kontakty z zarządem, własny pub w centrum miasta, pomimo że od wielu lat zespół nie spełnia piłkarskich ambicji swych fanów.

## Europejskie puchary
Legenda do wszystkich tabel:
- Q – runda eliminacyjna, 1/16, 1/8, 1/4, 1/2 – odpowiednia faza rozgrywek, Grupa – runda grupowa, 1r gr – pierwsza runda grupowa, 2r gr – druga runda grupowa, F – finał, R – runda, PO – play-off
- k. – rzuty karne, los. – losowanie, Dogr. – dogrywka, w. – zasada bramek strzelonych na wyjeździe

| Sezon   | Rozgrywki               | Runda | Przeciwnik         | Dom | Wyjazd | Ogólnie     |
| ------- | ----------------------- | ----- | ------------------ | --- | ------ | ----------- |
| 1980/81 | Puchar UEFA             | 1R    | LASK Linz          | 4–1 | 2–1    | 6–2         |
| 1980/81 | Puchar UEFA             | 2R    | Beroe Stara Zagora | 2–1 | 1–0    | 3–1         |
| 1980/81 | Puchar UEFA             | 1/8   | AZ Alkmaar         | 2–2 | 0–5    | 2–7         |
| 1981/82 | Puchar UEFA             | 1R    | SSC Napoli         | 0–0 | 2–2    | 2–2, w.     |
| 1981/82 | Puchar UEFA             | 2R    | Grasshoppers       | 2–0 | 0–2    | 2–2, k: 3–0 |
| 1981/82 | Puchar UEFA             | 1/8   | Feyenoord          | 2–0 | 0–1    | 2–1         |
| 1981/82 | Puchar UEFA             | 1/4   | Dundee United      | 3–0 | 0–2    | 3–2         |
| 1981/82 | Puchar UEFA             | 1/2   | Hamburger SV       | 2–1 | 1–5    | 3–6         |
| 1983/84 | Puchar UEFA             | 1R    | St. Gallen         | 3–0 | 2–1    | 5–1         |
| 1983/84 | Puchar UEFA             | 2R    | Inter Bratysława   | 4–0 | 2–3    | 6–3         |
| 1983/84 | Puchar UEFA             | 1/8   | Hajduk Split       | 0–2 | 0–2    | 0–4         |
| 2018/19 | Liga Europy             | 1Q    | Gżira United       | 4–0 | 1–0    | 5–0         |
| 2018/19 | Liga Europy             | 2Q    | Maccabi Tel Awiw   | 2–2 | 0–2    | 2–4         |
| 2019/20 | Liga Europy             | 1Q    | Flora              | 2–2 | 0–2    | 2–4         |
| 2022/23 | Liga Konferencji Europy | 2Q    | Gżira United       | 3–3 | 2–2    | 5–5, k: 1–3 |